# Рутилии
Рутилиите или Руцилиите (Rutilii; gens Rutilia; Rutilius) са фамилия в Древен Рим. Те имат името Рутилий и Рутилия (или Руцилий и Руцилия).
Имат когномен Луп и Руф.
Личности с това име:
- Спурий Рутилий Крас, военен трибун 417 пр.н.е.
- Гай Рутилий Руф, народен трибун 362 пр.н.е., закон Lex Rutilia
- Публий Рутилий, народен трибун 169 пр.н.е.
- Публий Рутилий Руф, консул 105 пр.н.е., историк
- Луций Рутилий, баща на консула от 90 пр.н.е.
- Публий Рутилий Луп, консул 90 пр.н.е.
- Рутилия (Руцилия), майка на Аврелия Кота и баба на Юлий Цезар
- Публий Рутилий Луп, претор 49 пр.н.е.
- Гай Рутилий Галик, суфектконсул 72, 85 г.
- Публий Рутилий Луп, ретор и граматик в началото на 1 век
- Марк Рутилий Луп, префект на Египет 113 – 117
- Луций Рутилий Пропинквий, суфектконсул 120 г.
- Рутилия Приска Сабиниана, съпруга на Тит Цезерний Македон, майка на Тит Цезерний Квинкциан (суфектконсул 138 г.) и Тит Цезерний Стациан (суфектконсул 141 г.)
- Рутилий Тавър Емилиан Паладий, земеделец и писател 4 век.
- Рутилий Клавдий Намациан, поет през 5 век, наричан „Рутилий“.

Други:
- Мартин Рутилий (1550−1618), немски свещеник и поет на църковни песни
- Гай Марций Рутил, първият плебейски диктатор, консул 357 пр.н.е.
- Гай Марций Рутил Цензорин, консул 310, цензор 294 пр.н.е.